# 阿罗汉
阿羅漢，又譯阿羅訶、阿羅呵、阿拉漢，意譯應供、應、無著、無所著、真人、至真、應真，漢語常簡稱為羅漢，爲原始佛教、部派佛教中，四向四果的第四果位，也是佛陀十種稱號之一。
阿羅漢是依照佛三轉法輪解脫道的教導修習四念處、十二因緣觀、四聖諦、八聖道，於蘊、處、界觀行一切有為法的剎那生滅、空、無常、苦、無我，進而斷盡我見、我執、三界貪愛、無明及其它所有煩惱，於當世捨壽時不受後有於三界中出生，脫離生死輪迴之苦而入無餘涅槃界的聖者。

## 語源和語義

### 詞源
巴利語與梵語，意爲值得崇拜的人，故譯作“應供”，是動詞字根arh（意思是值得）的現在分詞。其字源可能是來自於巴利語或梵語，意思是「值得的」、「有價值的」。變化成名詞，意思是「傑出的人」、「有價值的人」。另外，arhaṇa是「有資格的」，arhita (過去分詞)是「受尊敬的」、「獲崇拜的」。
這個字在釋迦牟尼與佛教出現之前就存在。最早出現在《梨俱吠陀》中。之後在佛教與耆那教的文獻中，多次使用這個字，在印度教中的毘濕奴派經典中也曾出現。

### 語義
阿羅漢，為佛的十種稱號之一，名含三義：
1. 應供：佛的十種稱號，「應供」一項[7]，為「阿羅漢」（arhat）的意譯。梵語阿羅漢（arhat）為單數主格，字根來自，意譯受供養、受尊敬[8]。阿羅漢福慧俱足，為眾生之福田，供養阿羅漢可以修福，以其能教眾生如何修福、修慧、斷煩惱，所以意譯為應供[9]。
2. 殺賊： 阿羅漢（arhat）可分析為賊（ari）與殺之（han）兩個單字。「賊」指煩惱，包括一念無明及無始無明煩惱，使眾生有損﹝障礙解脫出離三界或是障礙成佛﹞。阿羅漢斷除所有煩惱，故云「殺賊」。
3. 無生：阿羅漢（arhat）可以被分析為不（-，為梵語的否定詞頭）與生（ruh）兩個單字。阿羅漢不再受生死果報，出離三界六道輪迴，所以稱為無生。

另外，阿羅漢又被稱為「無學」，指的是在四向四果中，除最後之阿羅漢果外，其餘四向三果等七者皆為有學；相對於此，證得阿羅漢果者，已斷盡一切煩惱而無所學習，稱為無學。大乘佛教則謂十地以前之菩薩皆為有學，佛果方為無學。

## 概論
根據原始佛教、部派佛教的定義，阿羅漢包括了佛陀、辟支佛和聲聞阿羅漢，佛說過阿羅漢已經「永無來生」，永遠不會再繼續輪迴。在佛世之中，即還有佛法流傳的時代裡，不會有第二尊佛或其他辟支佛出現，只有聲聞阿羅漢出現。聲聞就是聽聞佛或佛弟子說法的意思。
斷惑究竟的修行者，已證三果後，能夠進一步斷「五上分結」(色貪、無色貪、掉舉、慢、無明），即可證入阿羅漢果。證入阿羅漢果的聖者，將會自覺：「我生已盡，梵行已立，所作已作，自知不受後有。」阿羅漢於『六恒住』法常善安住，在面對色聲香味觸法等六境時，恒常不動「不苦不樂，捨心，住正念正智」，一切外境「不能妨心解脫、慧解脫」，有些阿羅漢弟子可以證得三明六通。
傳統上認為，證阿羅漢果之後的修行者，都會出家，加入僧團。但是上座部佛教的《論事》記載中，上座部佛教之外的其它部派曾有在家阿羅漢的說法，覺音註釋稱其為北道派提出，北道派認為在家眾也可以證阿羅漢果，在證阿羅漢果之後也不一定需要出家，上座部佛教的《彌蘭王問經》記載在家弟子證阿羅漢果後如果沒有在當天入滅就會出家。
根据原始佛教研究者的定义，阿罗汉是依照正法修行而达到涅槃的圣者，離貪斷愛，名色識三者不再相依相緣，再有再生之因緣滅盡，無因緣可記說。

## 分類
在北傳佛教經典中，有九無學和六種阿羅漢的記載。是否有“退法阿羅漢”，是部派佛教部派根本分歧之一，其中大眾部和分別說部宗義為“阿羅漢無退義”，而說一切有部宗義為“阿羅漢有退義”。

## 慧解脫
在經典記載中阿羅漢還可分為兩大類：
1. 慧解脫阿羅漢
2. 俱解脫阿羅漢

慧解脫阿羅漢是指不依禪定，於四禪定未俱足，卻能以智慧解脫的阿羅漢聖者，最早出現於《雜阿含經》347經（相當於南傳相應部《須深經》）。
但瑜伽行派認為，以智慧解脫的阿羅漢聖者，至少還是要有近初禪定的定力才能得解脫，而俱解脫阿羅漢則必須是同時擁有四禪定與解脫智慧。

## 十六羅漢
十六羅漢是釋迦牟尼的得道弟子。十六羅漢的名字早有佛經所載。後來十六羅漢傳入中國後，約於唐末至五代十國時期演变為十八罗汉。

## 十八罗汉
- 漢傳佛教中加上另外兩位得道者成為十八羅漢:
  - 降龍羅漢：濟公
  - 伏虎羅漢：玄奘

## 形象
漢傳佛教常塑有十六羅漢、十八羅漢或五百羅漢像。

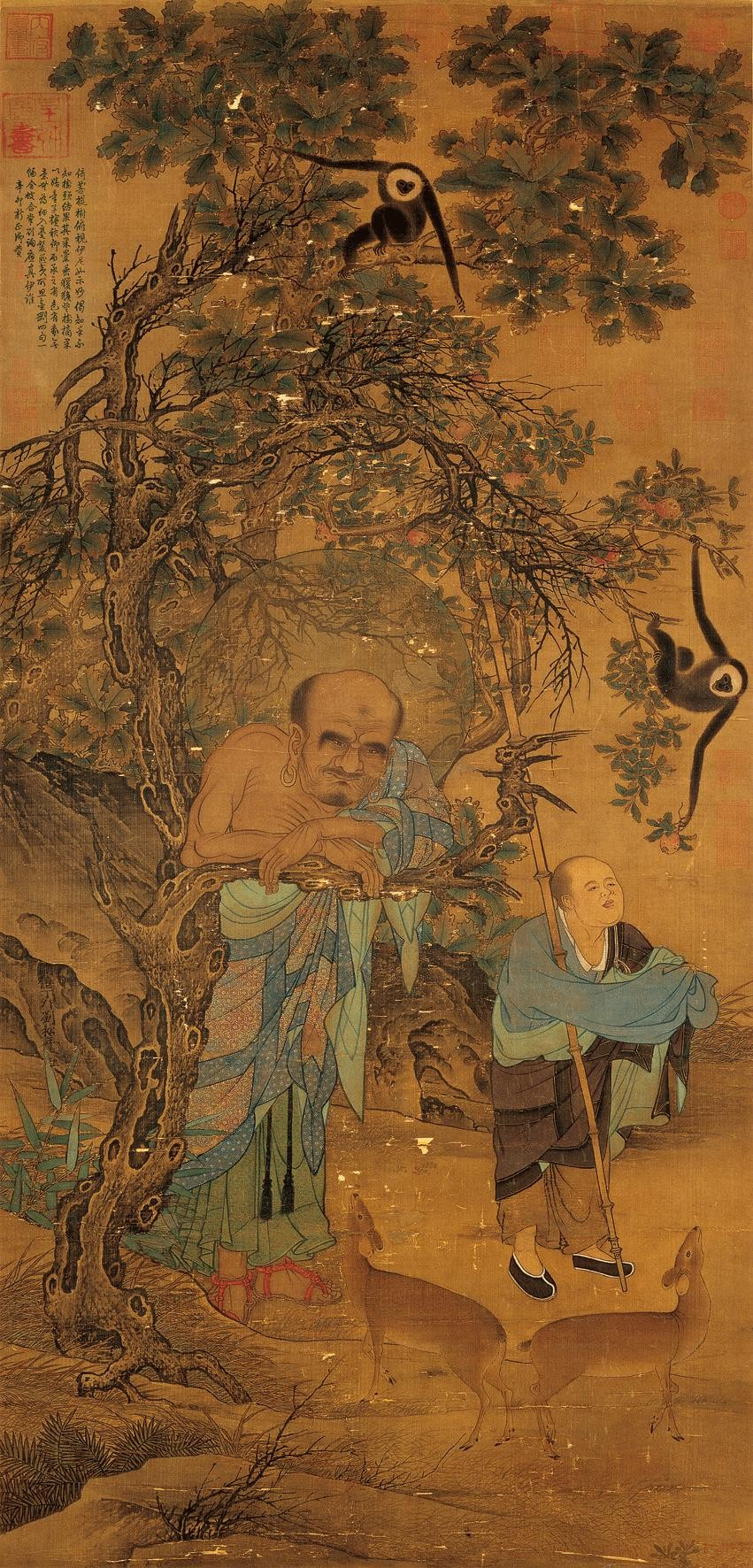
南宋劉松年畫《羅漢》，國立故宮博物院藏。
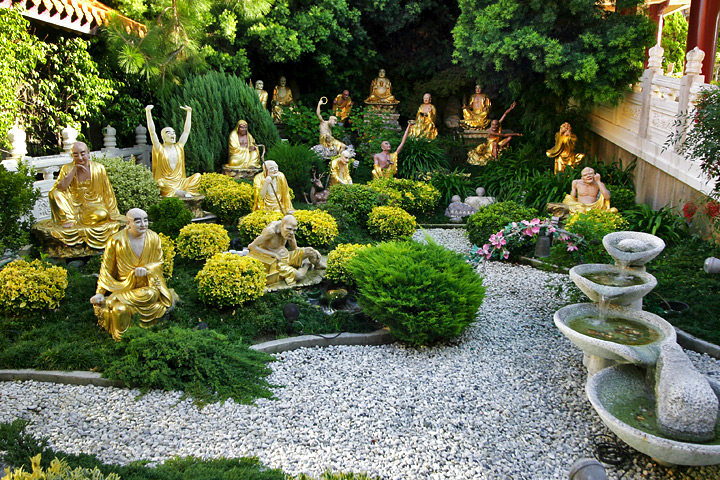
加利福尼亚州的佛光山西来寺的一座花园中的阿罗汉雕像。
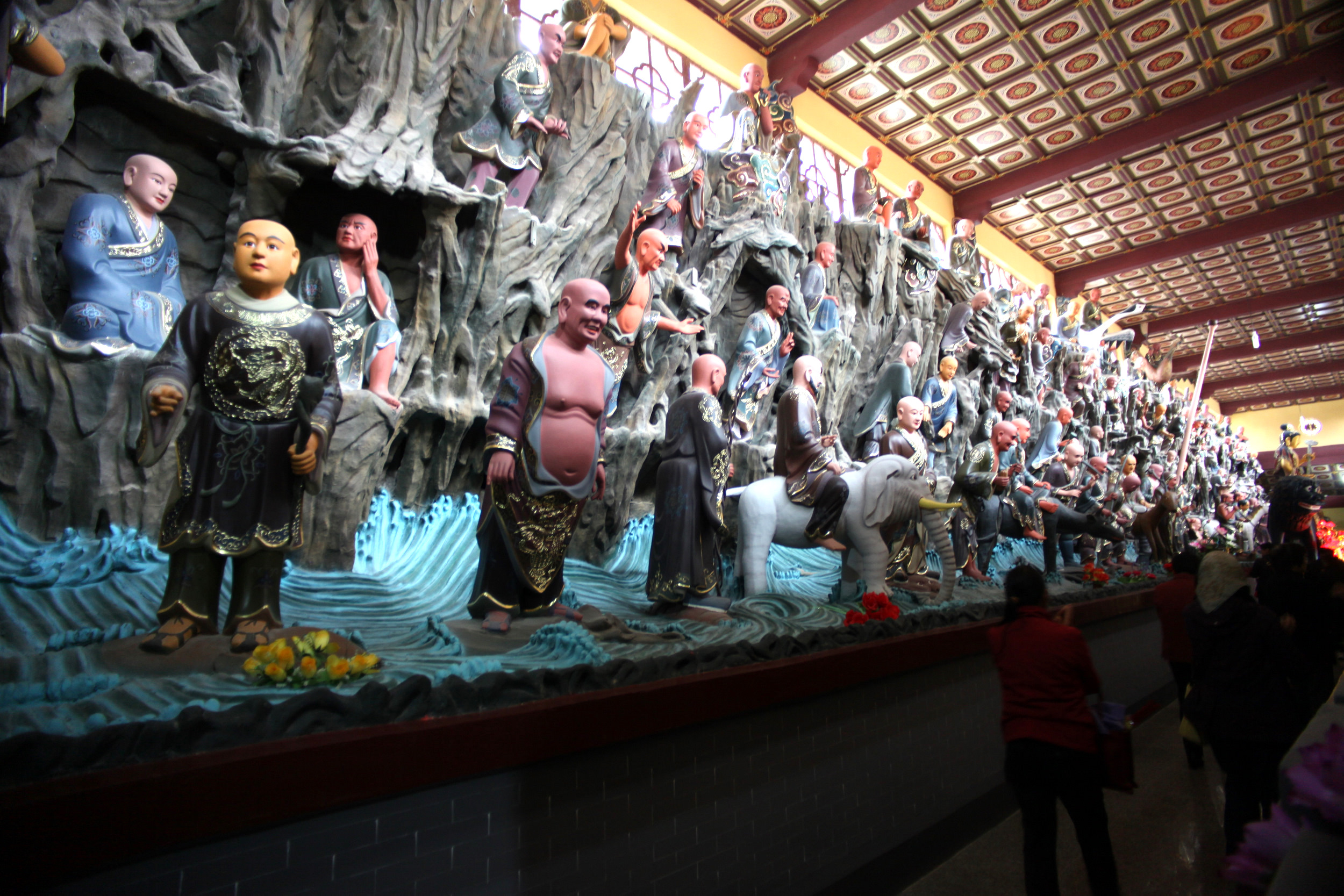
廬山東林寺五百羅漢堂。

## 備注

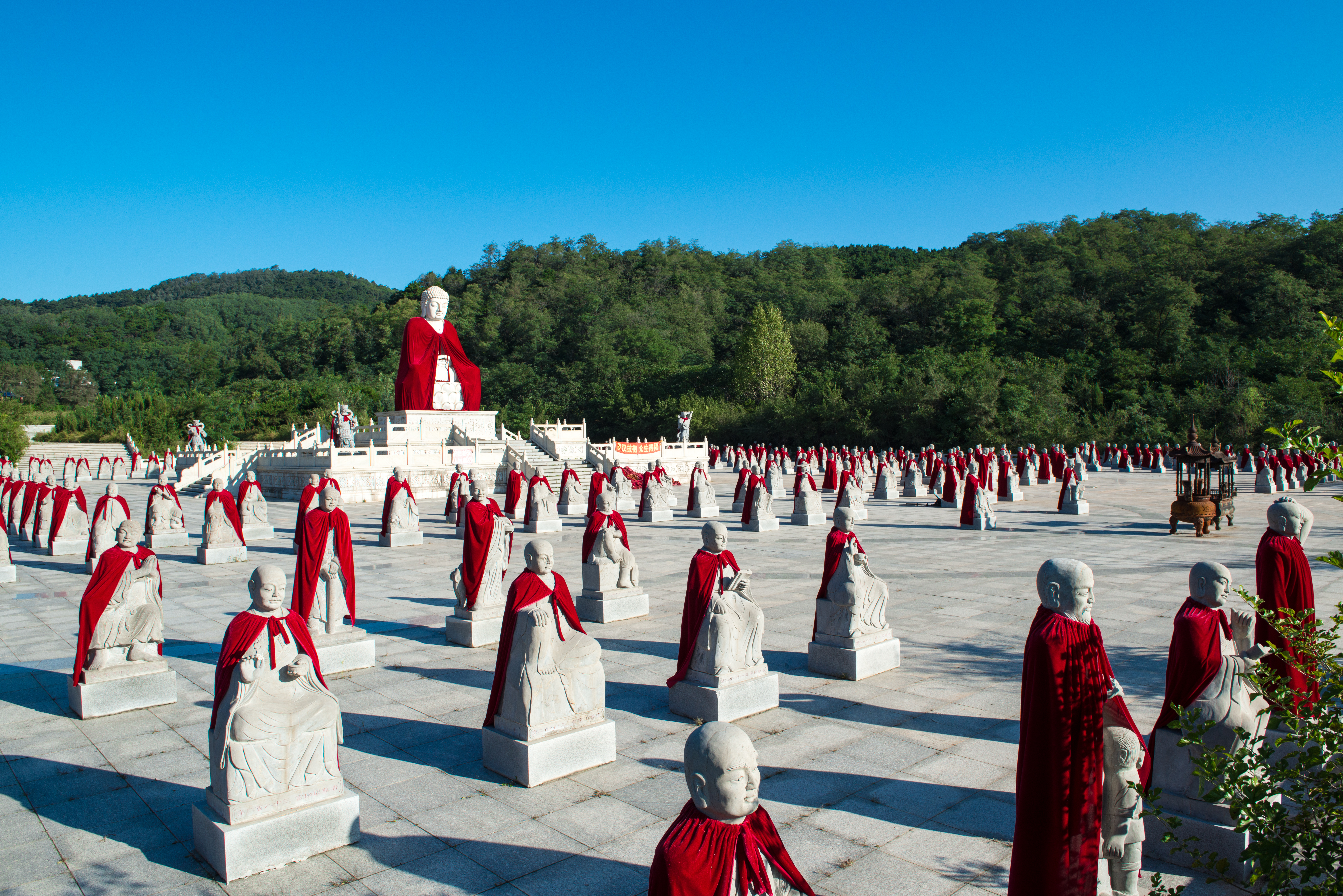
释迦牟尼及五百罗汉像，摄于辽宁省抚顺市善緣寺

1. ↑  「羅」字的漢語中古音為 la。[1]